# Brad Branson
Bradley "Brad" Alexander Branson (Harvey, Illinois, 24 de septiembre de 1958) es un exjugador de baloncesto estadounidense que jugó dos temporadas en la NBA, para posteriormente jugar en la liga italiana y en la liga ACB. Con 2,08 metros de estatura, jugaba en la posición de pívot. Tiene doble nacionalidad, estadounidense y española, tras contraer matrimonio con una mujer de este último país.

## Trayectoria deportiva

### Universidad
Tras jugar dos temporadas en el Edison Community College, fue transferido a  los Mustangs de la Universidad de Southern Methodist, donde en sus dos restantes temporadas promedió 16,4 puntos y 9,6 rebotes por partido. Es el quinto mejor taponador de la historia de la universidad, con 1,4 por partido.

### Profesional
Fue elegido en la cuadragésimo quinta posición del Draft de la NBA de 1980, en la segunda ronda, por Detroit Pistons, quienes no se hicieron con el jugador, que acabó yendo a jugar al Sacramora Rimini de la liga italiana, donde en su única temporada promedió 20,7 puntos y 10,3 rebotes por partido. Regresó a su país para jugar en la CBA hasta que firmó como agente libre por los Cleveland Cavaliers, jugando los 10 últimos partidos de la temporada. Al año siguiente fue traspasado a Indiana Pacers a cambio de una futura segunda ronda del draft, jugando allí su única temporada completa en la NBA, promediando 5,5 puntos y 2,8 rebotes.
En 1983 regresa a Italia, fichando por el Basket Brescia, donde permanece 3 temporadas, siendo uno de los máximos anotadores de su equipo, en un periodo en el que vivió un descenso a la Serie A2 y un posterior ascenso de categoría. En 1986 se fija el Real Madrid de la liga ACB para sustituir a Wayne Robinson. En su primera temporada promedia 22,2 puntos y 9,5 rebotes, y en la segunda 17,5 y 6,8, ganando el único título de su carrera, la copa Korac.
En 1988 ficha por el Pamesa Valencia, donde jugaría durante 6 temporadas, casándose con una valenciana y fijando allí su residencia. Su mejor temporada en el equipo fue la primera, en la que promedió 23,4 puntos y 9,1 rebotes por encuentro. Se retiró definitivamente en 1994.

## Estadísticas de su carrera en la NBA

### Temporada regular
| Temporada | Edad | Equipo              | Liga | P  | TIT | MIN  | TC  | TCA | %TC  | 3P  | 3PA | %3P  | TL  | TLA | %TL  | R.OF. | R.DEF. | REB | ASIS | ROB | TAP | PER | FP  | PTS |
| 1981-82   | 23   | Cleveland Cavaliers | NBA  | 10 | 3   | 17.6 | 2.1 | 5.2 | .404 | 0.0 | 0.0 |      | 1.1 | 1.2 | .917 | 1.4   | 1.9    | 3.3 | 0.6  | 0.5 | 0.4 | 1.3 | 1.7 | 5.3 |
| 1982-83   | 24   | Indiana Pacers      | NBA  | 62 | 2   | 11.0 | 2.1 | 5.0 | .425 | 0.0 | 0.0 | .000 | 1.2 | 1.7 | .704 | 1.2   | 1.6    | 2.8 | 0.7  | 0.4 | 0.4 | 0.7 | 1.3 | 5.5 |
| Total     |      |                     | NBA  | 72 | 5   | 11.9 | 2.1 | 5.0 | .422 | 0.0 | 0.0 | .000 | 1.2 | 1.7 | .725 | 1.2   | 1.7    | 2.9 | 0.7  | 0.4 | 0.4 | 0.8 | 1.4 | 5.4 |